# 双龍 (漫画家)
双龍（そうりゅう、12月10日 - ）は、日本の漫画家。
かつては成人向け漫画のジャンルで活動していたが、現在は一般向けの青年漫画を中心に作品を発表している。

## 略歴
2003年頃より漫画家としての活動を開始し、2004年に『コミック姫盗人』にて商業誌デビュー。2006年に単行本処女作「ACTION!」を刊行し、2007年に『COMIC桃姫』にて初の連載作品となる「Idola」を発表。本作の連載終了後も同誌には斎京宗司郎名義で読み切り作品（「恋花」など）を発表している。
2007年に『コミックヴァルキリーハード』に掲載された「AS DEAD」で一般向け作品に進出し、2016年に『くらげバンチ』にて「間違った子を魔法少女にしてしまった」の連載をスタート。以降は一般向けに主軸を移している。

## 作品リスト

### 一般向け作品

#### 連載
- 間違った子を魔法少女にしてしまった（『くらげバンチ』2016年10月7日 - ）
- ブラック学校に勤めてしまった先生（『コミックヘヴン』2017年8月9日Vol.31[10] - ）
- 美少女戦士04R1（『日刊月チャン』2018年[11] - ）
- こういうのがいい[注釈 2]（『となりのヤングジャンプ』2020年10月16日[13] - ）

#### 読み切り（一般向け作品）
- AS DEAD（『コミックヴァルキリーハード』Vol.1[14]、2007年）

#### 書籍
- 『間違った子を魔法少女にしてしまった』、新潮社〈BUNCH COMICS〉2017年 - 、既刊13巻（2025年1月8日現在）
- 『ブラック学校に勤めてしまった先生』、日本文芸社〈ニチブンコミックス〉2018年 - 、既刊7巻（2025年4月28日現在）[15]
- 『美少女戦士04R1』、秋田書店〈少年チャンピオン・コミックス・エクストラ〉2019年 - 、既刊1巻（2019年10月8日現在）[16]
- 『こういうのがいい』、集英社〈ヤングジャンプ コミックス〉2021年 - 、既刊10巻（2025年5月19日現在）[17]

### 成年向け作品

#### 完結済
- Idola（富士美出版『COMIC桃姫』2007年9月号 - 2007年12月号[7][6][18]）※のちに全連載分が「愛奴隷(あいどる)」に収録[19]
- アイドルカム![注釈 3]（原作：山咲まさと、双葉社『アクションピザッツSP』2015年6月号[21] - 2016年2月号[22]→『アクションピザッツDX』2016年3月号[23] - 2016年11月号[24]、全1巻[注釈 4]） ※隔月連載[26][27]

#### 読み切り（成年向け作品）
- 愛マスク（『目隠しアンソロジーコミックス』に収録）[28]

#### 単行本
- ACTION!(2006年2月1日発売、モエールパブリッシング、ISBN 4-903028-52-6)[19][29]
  - DRAGONHIP
  - THE FORCE
  - Bee Special
  - Bee Again
  - VIRUS BUSTER ANGRA
  - お姉。
  - お万引き。
  - お合コン。
- 快楽性戦(2006年5月6日発売、キルタイムコミュニケーション、ISBN 978-4-86032-266-3)[19][30]
  - BLOODY TOWN (全3話)
  - MUTANT BUSTER (全3話)
  - 暗殺屋 憐 (全3話)
  - ガンウーマンリアン
- 漆黒の快楽(2007年3月29日発売、キルタイムコミュニケーション、ISBN 978-4-86032-371-4)[19][31]
  - KNIGHT WISH
  - DEMON SENSE (全3話)
  - VIOLENT SCHOOL (全2話)
  - DARK CAGE
  - Ultimate GALS (全2話)
- 愛奴隷(あいどる) (2008年3月5日発売、富士美出版、ISBN 978-4-89421-781-2)[19][32]
  - Idola (全4話)
  - Night Game
  - グラビアジャンプ
  - 公開放送
  - アパレル69
  - 24HOUR営業
- DOWN LIMIT (2008年3月8日発売、キルタイムコミュニケーション、ISBN 978-4-86032-535-0)[19][33]
  - Bullet Of Soul
  - 最強御色気剣士MAYA
  - Install
  - BRAVE HUNTING
  - サムライガング
  - Captain Vein -Sacrifice of Pirates-
  - Judgment of shadow
  - おまけマンガ劇場
- 封淫の歪み (2009年7月2日発売、キルタイムコミュニケーション、ISBN 978-4-86032-764-4)[34]
  - 魔手羅羽
  - Dark in the Forest
  - H’s GATE
  - 忍術快伝
  - WONDER MISSION
  - 神奇女身 DRUG BODY
  - 黙示録
  - Predator’s Portrait
- フェロモンデイズ (2011年2月20日発売、キルタイムコミュニケーション、ISBN 978-4-7992-0039-1)[35]
  - セックスコンバート
  - EVIL PASSION
  - Punishment
  - Treasure of Curse
  - POLICE NOTE
  - Wanted Inc. (前編・後編)
  - MISSION Ω
  - KILLER×KILLER

#### 単行本未収録
双龍名義
- コスパコ!（原作：山咲まさと、双葉社『アクションピザッツC組』に連載）[36]

斎京宗司郎名義
- 恋花 (『COMIC桃姫』2008年4月号に掲載)[7][8]
- 義母の憂鬱 (『COMIC桃姫』2008年7月号に掲載)[7][37]
- 僕の奥さん (『COMIC桃姫』2008年9月号に掲載)[7][38]
- 禁欲解禁 (『COMIC桃姫』2008年12月号に掲載)[7][39]

#### 参加アンソロジー
松文館
- 『ショタ狩り』 [40]
  - 5 (2004年8月21日、ISBN 4-7901-1321-3)
  - 6 (2004年10月22日、ISBN 4-7901-1351-5)

キルタイムコミュニケーション
- 『闘姫陵辱』（第2巻から第30巻まで不定期参加、2005年 - 2007年）[41]
- 『緊縛ヒロインアンソロジーコミックス』(2007年9月22日、ISBN 978-4-86032-451-3)[42]
- 『姫武者アンソロジーコミックス』(2007年12月26日、ISBN 978-4-86032-503-9)[43]
- 『ガンウーマンアンソロジーコミックス』(2008年1月31日、ISBN 978-4-86032-519-0)[44]
- 『スレイブヒロインズ』（第2巻から第12巻まで不定期参加、2008年 - 2009年）[41]
- 『チャイナヒロインアンソロジーコミックス』(2008年5月22日、ISBN 978-4-86032-577-0)[45]
- 『闘神艶戯』（第1巻から第12巻まで不定期参加、2009年 - 2010年）[41]
- 『触手淫辱アンソロジーコミックスII』(2009年9月27日、ISBN 978-4-86032-814-6)[46]
- 『催眠アンソロジーコミックス』(2010年6月26日、ISBN 978-4-86032-920-4)[47]
- 『女スパイアンソロジーコミックス』(2011年2月28日、ISBN 978-4-7992-0041-4)[48]
- 『性転換アンソロジーコミックスII』(2011年4月26日、ISBN 978-4-7992-0068-1)[49]
- 『目隠しアンソロジーコミックス』(2011年5月24日、ISBN 978-4-7992-0078-0)[28]

#### イラスト
- 『くのいち』 (2004年7月15日、松文館、ISBN 4-7901-1301-9、1ページイラスト・カット)[2][50]

#### 電子コミック
- 電車で居眠り中のパンツ丸出し娘にヤりたい放題した結果(一彩出版)[51]
- ぶっ賭け!〜人妻の末路(forcs)[52]
- ねっとり妻(forcs)[53]

#### 同人作品
- 痴漢-貸切淫行列車-[54]
- グラビアの裏側[55]
- 黒縁メガネの家庭教師[56]